# Isabelle disparue

Isabelle disparue est un téléfilm français réalisé par Bernard Stora et diffusé sur France 3 le 15 octobre 2011.

## Synopsis
Par un matin de Toussaint 1815, Isabelle 20 ans, partie du château de Vaucelles peu avant huit heures, disparaît sur le chemin de l’église. Nul ne la reverra jamais vivante. Sa mère adoptive, Jeanne d’Orval, accuse immédiatement un aristocrate, le chevalier de Fombreuse, d'avoir séduit la jeune fille puis de s'en être débarrassé. Dépêché de Paris, un habile enquêteur, M. de Barsac, accompagné de son valet Antonin, va tenter de résoudre cette mystérieuse affaire. Fombreuse ferait certes un coupable idéal. Mais Barsac, adepte de la police scientifique, n’entend pas s’arrêter au premier suspect. Menant son enquête avec minutie, ne négligeant aucune piste, il va rapidement entrer en conflit avec Madame d’Orval. Un bras de fer s’engage. Isabelle est-elle bien, comme le soutient Jeanne d’Orval, la fille de sa pauvre sœur morte en couches ? Ou bien, comme l’affirme le chevalier de Fombreuse, l’enfant nouveau-né confié au couple Dorval par le marquis et la marquise de Vaucelles lors de leur départ précipité pour l’exil ? D’accusatrice, Madame d’Orval va peu à peu faire figure de suspecte, puis d’accusée…

## Contexte
Juin 1815. La défaite de Waterloo met fin à l'épisode des Cent-Jours. Napoléon perd son trône, Louis XVIII retrouve le sien. C'est la Restauration. Les troupes alliées occupent la France, l'esprit de revanche anime l'aristocratie rétablie dans ses prérogatives. Ceux que la révolution et l'empire ont enrichi craignent pour leurs biens. S'ouvre une période de trouble et d'incertitude. La méfiance s'installe, les couteaux s'aiguisent. La France a peur...

## Fiche technique
- Réalisation : Bernard Stora
- Production : David Kodsi
- Scénario original et dialogues : Bernard Stora
- Musique originale : Vincent Stora
- Montage : Laurence Hennion
- Photographie : Gérard De Battista AFC
- Décors : Jean-Pierre Bazerolle et Jimena Esteve
- Costumes : Eve Marie Arnault
- Conseiller équestre : Georges Branche  FCFC
- Son : Eric Devulder, Stéphane Thiébaut
- Réalisateur 2e équipe : Badreddine Mokrani
- Coproduction Link's Productions / EuropaCorp TV - Avec la participation de France Télévisions - Avec le concours de la Région Rhône Alpes
- Genre : Comédie dramatique
- Durée : 90 min
- Numérique Haute Définition - Caméras Panasonic HPX 3700 - Son 5.1
- Pays :  France
- Tournage du 28 septembre au 29 octobre 2010 dans l'Ain (Château de Fléchères - Pérouges)
- 1re présentation : le 10 février 2011 (Festival du film de télévision de Luchon)
- Date de diffusion : 15 octobre 2011 à 20 h 35 sur France 3

## Distribution
- Line Renaud : Jeanne d'Orval
- Bernard Le Coq : Barsac
- Théo Frilet : Antonin
- Patrick Bouchitey : Fombreuse
- Annabelle Hettmann : Julie
- Jean-Paul Farré : Maître Narbot
- Bruno Lochet : Adjudant Mouton
- Chantal Banlier : Nanon
- Vincent Martin : Camille d'Orval
- Christian Taponard : Dr Pelot
- Gérard Lartigau : Le préfet
- Stéphane Cavazzini : Pifarelli